# Safara e Santo Aleixo da Restauração
Safara e Santo Aleixo da Restauração (llamada oficialmente União das Freguesias de Safara e Santo Aleixo da Restauração) es una freguesia portuguesa del municipio de Moura, distrito de Beja.

## Historia
Fue creada el 28 de enero de 2013 en aplicación de una resolución de la Asamblea de la República de Portugal promulgada el 16 de enero de 2013 con la unión de las freguesias de Safara y Santo Aleixo da Restauração, pasando su sede a estar situada en la antigua freguesia de Safara.

## Demografía
| Gráfica de evolución demográfica de Safara e Santo Aleixo da Restauração entre 2011 y 2021 |
|                                                                                            |
| Datos según el nomenclátor publicado por el INE portugués.                                 |